# Mouzon (comuna delegada)
Mouzon era una comuna francesa situada en el departamento de Ardenas, de la región de Gran Este, que el uno de enero de 2016 pasó a ser una comuna delegada de la comuna nueva de Mouzon al fusionarse con la comuna de Amblimont.

## Toponimia
El nombre de la localidad es de origen celta y significa “el mercado del Mosa” (Moso-magus). Se la puede identificar con Mosa en la tabla de Peutinger, en la vía de Reims a Colonia.

## Historia
Durante la Edad del Hierro (800 a. C.) y después en la época celta (600 a. C.), se estableció aquí un espacio para ceremonias religiosas, un poco más arriba y fuera de la ciudad actual. Este santuario se encontraba cerca de la frontera entre los pueblos galos de los Remos y los tréveros. Durante la época galo-romana, este lugar (conocido como el emplazamiento de Flavier) siguió utilizándose, con una cela pavimentada de 17 m2 en el emplazamiento del edificio original. Posteriormente se construyeron dos zonas pavimentadas. 
En el siglo II se construyó un templo más grande. Una fosa común atestigua la inmolación de animales. Tras la partición de 843, se convirtió en ciudad imperial, pero estuvo bajo el control espiritual y temporal del obispado de Reims.
Hasta el siglo XI, el Castrum fue la segunda sede de los obispos y acogió sínodos y, sobre todo, encuentros: entre Roberto II y Enrique II en 1023, entre Calixto II y Enrique V en 1119, y entre Felipe-Augusto y Federico Barbarroja en 1187.
La abadía de Sainte-Vanne de Verdún habría obtenido permiso del emperador Enrique II para acuñar moneda en Mouzon, mientras que el arzobispo Ebles la adscribió a la ceca de Reims. La cédula de Beaumont en Argonne de 1182 supuso un nuevo auge para la ciudad.
Importante villa fortificada francesa desde 1379, fue ocupada por las tropas españolas en 1521 y de 1650-1653.

## Demografía
| Gráfica de evolución demográfica de Mouzon entre 1800 y 2013 |
|                                                              |

Los datos demográficos contemplados en este gráfico de la comuna de Mouzon se han cogido de 1800 a 1999 de la página francesa EHESS/Cassini, y los demás datos de la página del INSEE.

## Monumentos
- Abadía de Nuestra Señora de Mouzon, gótica. El edificio fue declarado monumento histórico en 1840.
- Iglesia de Sainte-Geneviève de Mouzon, catalogada como monumento histórico en 1987.
- Casas españolas de Mouzon, declaradas monumento histórico en 1942.